# Los Angeles Fire Department

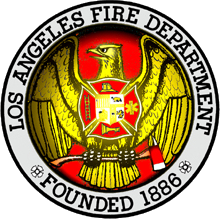
Sceau du LAFD

Le Los Angeles Fire Department (LAFD) est l'organisme qui assure la protection incendie et l'aide médicale urgente pour la ville de Los Angeles, en Californie, aux États-Unis. Il est le deuxième en importance aux États-Unis après le New York City Fire Department (FDNY).

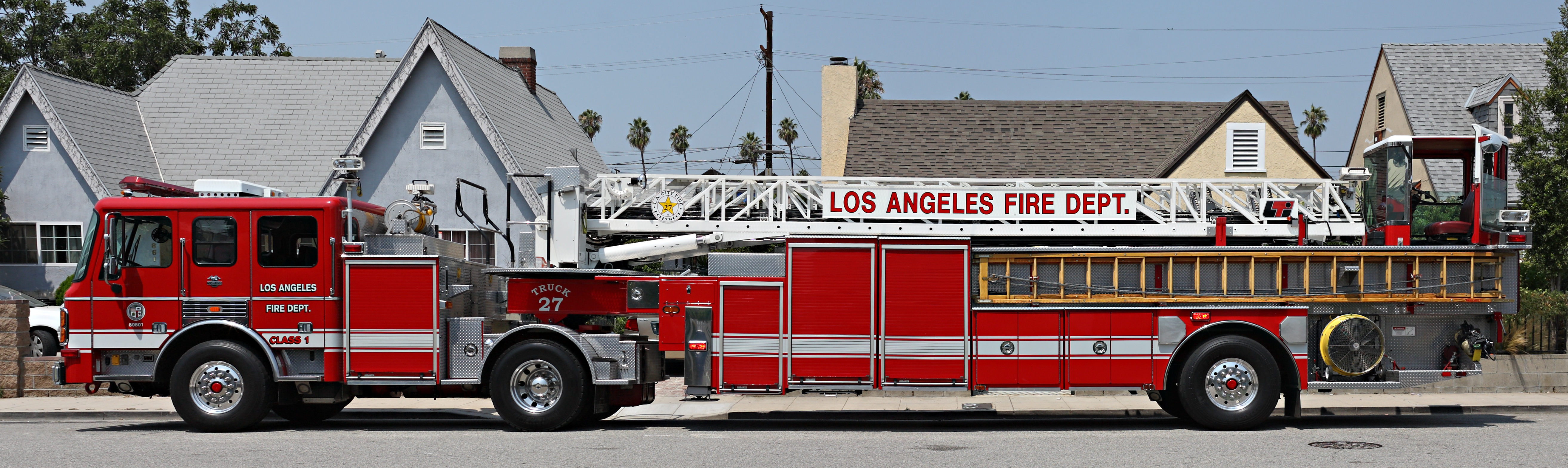
Camion de pompiers du Los Angeles Fire Department.